# توماس هوزر (لاعب كرة قدم)
توماس هوزر (بالألمانية: Thomas Hauser)‏ هو لاعب كرة قدم ألماني، ولد في 1 أبريل 1965 في شوبفهايم في ألمانيا. لعب مع نادي بازل ونادي سندرلاند ونادي كامبور.